# 東方設計大学
東方設計大学（とうほうせっけいだいがく、Tung Fang Design University）は、台湾高雄市湖内区に位置する私立大学である。

## 歴史
| 年     | 月日   | 事跡                           |
| ------ | ------ | ------------------------------ |
| 1966年 | 3月1日 | 「東方工芸專科学校」として開校 |
| 1969年 |        | 「東方工業專科学校」と改称     |
| 2002年 | -      | 「東方技術学院」と改称         |
| 2010年 | -      | 「東方設計学院」と改称         |
| 2017年 | -      | 「東方設計大学」と改称         |

## 組織
| | |
| - 電気機械工学科 - 電子情報学科 - 美術工芸学科 - 流行デザイン学科 - 室内デザイン学科 - 化学材料工学科 - 観光事業学科 | - 食品テクノロジー学科 - 応用外国語学科 - コミュニケーション芸術学科 - 化粧品応用管理学科 - 販売流通管理学科 |

## 交通アクセス
- 最寄駅:大湖駅
- 高雄市公車:紅71A、紅71B1、紅71D(高雄メトロ南岡山駅に乗換)